# Ejakulát

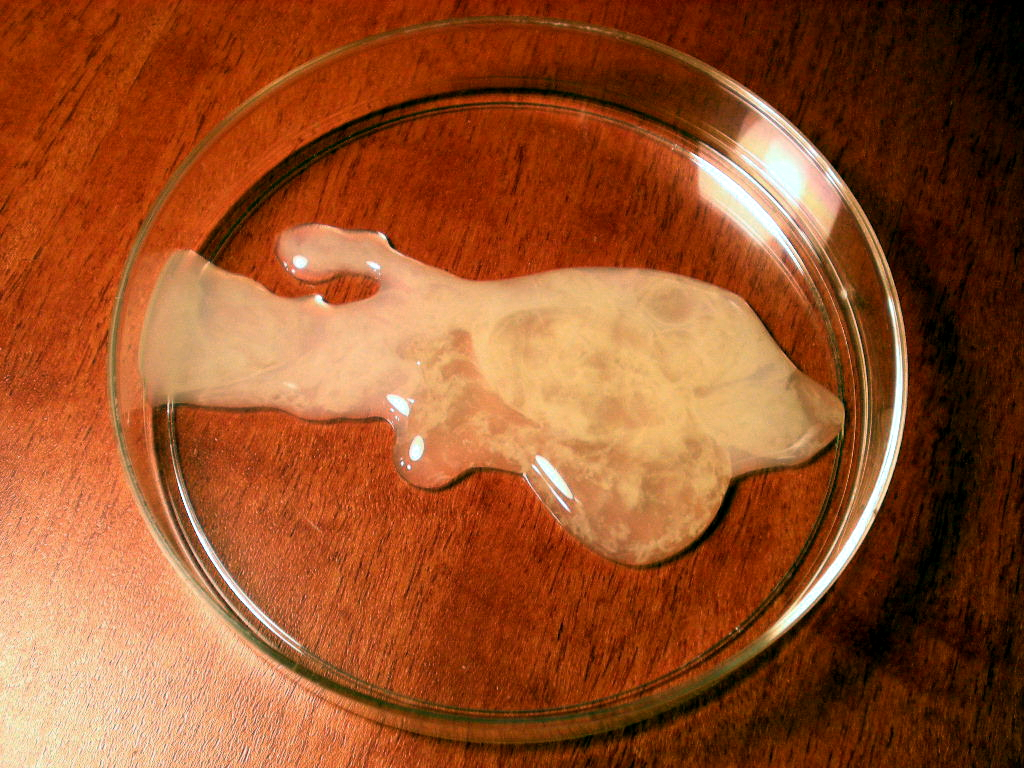
Lidský ejakulát

Ejakulát (též sperma či chám) je výměšek pohlavních žláz samce skládající se ze spermií a semenné (seminální) plazmy.
Spermie jsou produkovány ve varlatech a semenná plazma v přídatných pohlavních žlázách. Vlastnosti ejakulátu, tzn. množství a hustota spermií; barva; vůně; pH; množství…, jsou dány druhem zvířete. Kvalita ejakulátu určuje vhodnost samce pro použití k plemenitbě.
Ejakulát slouží jako přenášející člen spermií během rozmnožování, které se uvolňují během zvýšené sexuální aktivity. Poskytuje ideální prostředí pro spermie, které v něm jsou schopné po jistý čas přežít a tedy umožnit oplození vajíčka.

## Lidský ejakulát
Lidský ejakulát se z těla dostává během procesu zvaného ejakulace. Během jedné ejakulace u člověka se uvolní dávka o průměrném objemu 2–6 ml. Běžně se v 1 ml ejakulátu vyskytuje asi 50 milionů spermií. Ejakulát má nejčastěji mléčně bílou, sklovitou, někdy nažloutlou či nahnědlou barvu, je vláčný s vyšší viskozitou. Z obsahu semenných váčků obsahuje gelovitou složku, která pod vlivem enzymů, především z prostatické složky, zkapalní. Dále se v ejakulátu vyskytují i složky z parauretrálních žláz a z bulbouretrálních žláz. Ty se vlivem vzrušení aktivují a připraví vhodné prostředí pro průchod spermatu močovou trubicí. Bulbouretrální žlázy mohou vyprodukovat až desetiny mililitru sekretu, který u disponovaných jedinců při delším vzrušení vytéká v podobě kapek velmi viskózní čiré tekutiny.
Ačkoliv je funkcí spermatu doprava spermií, tvoří testikulární obsah nejvýš 5 % celkového objemu spermatu. Asi 25–35 % z objemu přidá prostatický sekret, 60–75 % produkují semenné váčky a okolo 3–10 % bulbouretrální a parauretrální žlázy. Poměry složek se i u téhož jedince mohou zhruba v uvedeném rozsahu měnit. Záleží např. na zavodnění, předchozí pauzy a pod.

### Chemické složení
Ejakulát má lehce zásaditý charakter (pH 7,2–7,8) a tvoří ho mnoho minerálních látek jako např. zinek, vápník, hořčík a sodík. Současně obsahuje také fruktózu, vitamin C, cukry, kreatin a více než 400 druhů bílkovin.

### Nedostatečnost, neplodnost a dárcovství
Kvalita spermatu mužů se poměřuje několika kritérii. Běžné množství odebíraného (požadovaného) spermatu je cca 3 cm3. U vzorku zdravého muže se vyskytuje v 1ml ejakulátu 40-120 miliónů spermií. Pokud počet spermií v 1 ml ejakulátu klesne pod 20 milionů, nebo pokud je v celkovém objemu ejakulátu počet nižší než 40 milionů, jedná se o poruchu plodnosti. Mikroskopické vyšetření spermatu, či mužské plodnosti obecně se nazývá spermiogram.
Nezáleží však jen na počtu spermií (určitý počet je nutný ke kapacitaci vajíčka), ale také na jejich pohyblivosti a celkovém zdraví i jednotlivých složek ejakulátu, které umožňují pohyb spermií (bez toho se nedokážou k vajíčku dostat). Z počítaného množství spermií musí být podstatná většina živá. Navíc nesmí být deformované, malformace jsou známkou nemoci či poruchy. Za podezřelé se považují také aglutinace spermií. Samotné testování vzorku spermatu se neprovádí bezprostředně po jeho ejakulaci, ale až po cca 30–60 minutách po jeho zvodnatění. V živočišné říši bylo ukázáno, že spermie, které přežívají déle, dají vzniknout zdravějším potomkům, což by mohlo pomoci i u asistované reprodukce u lidí.
V posledních desetiletích počet spermií v ejakulátu klesá a zároveň stoupá výskyt vývojových vad mužského pohlavního systému. Jednou z možných cest poškozování mužského zdraví je estrogenní účinek látek zamořujících životní prostředí. Mezi ty patří např. DDT, polychlorované bifenyly, glyfosáty a látky vznikající rozkladem neionizovatelných surfaktantů. Podezřívané byly i umělé estrogeny z ženské hormonální antikoncepce produkované farmaceutickým průmyslem. Další možností je průnik detergentů do organismu, např. z nedostatečně opláchnutého nádobí
Ejakulát také zhoršuje konzumace alkoholu v blízké době před ejakulací. Podobné účinky má kouření a konzumace drog.

## Slangové výrazy
Hovorovým výrazem pro mužský ejakulát či sperma – též semeno; zastarale chám – je zejména mrdka (v kontextu partnerského života prakticky nemá vulgární příznak); méně často ptačí mlíko, zoft, syfl, camfrgajst, bílej vasr, mrdina.